# Adão Iturrusgarai
Adão Iturrusgarai (Cachoeira do Sul, 18 de fevereiro de 1965) é um cartunista brasileiro.

## Biografia
Nascido em uma família de origem basca, Adão Iturrusgarai publicou seu primeiro desenho aos dezessete anos, no Jornal do Povo, de sua cidade natal. Aos dezoito, mudou-se para Porto Alegre, onde estudou Publicidade e Propaganda na Pontifícia Universidade Católica do Rio Grande do Sul (PUCRS). Também realizou um curso de Artes Plásticas, mas não chegou a concluí-lo.
Em 1991, Iturrusgarai editou a revista DUNDUM e logo depois viajou para Paris. Na França, publicou nas revistas Chacal Puant e Flag. Em 1993 voltou para o Brasil, passando a morar em São Paulo. Em 1994, lançou a revista Big Bang Bang, que teve quatro números lançados apenas. Foi redator de programas humorísticos da televisão, entre os quais TV Colosso e Casseta & Planeta, da Rede Globo. Em 1994 foi incorporado ao trio "Los 3 amigos", de Angeli, Laerte e Glauco. Teve seu trabalho publicado em diversas revistas brasileiras, tais como Chiclete com Banana, Bundas, Veja, General e Vírus.
Sua tira diária Aline foi publicada nos jornais Folha de S.Paulo, Jornal do Brasil, Tribuna do Norte em Natal, Diário de Pernambuco e Correio da Manhã em Portugal. Colabora também com as revistas Caros Amigos e Capricho. Já recebeu diversos prêmios, e seus álbuns de quadrinhos são editados pela Devir e distribuídos no Brasil e em Portugal.
Atualmente mantém a newsletter Correio Elegante.
Em 2022, lançou o livro Em “Paris por um triz: Aventuras de um cartunista (Zarabatana Books). Em 14 de fevereiro de 2023, publicou sua última tira na Folha de S.Paulo, Adão trabalhava no jornal desde agosto de 1993.

## Vida pessoal
É casado com a argentina Laura, com quem tem dois filhos (Olívia e Camilo), Iturrusgarai reside em Gaiman, uma "colônia galesa encravada na Patagônia argentina", segundo ele mesmo diz em seu site.

## Trabalho
As tiras de Iturrusgarai são famosas pelo forma de humor que utiliza. Temas como sexo, homossexualidade e o deboche pelo que se vê na vida em sociedade, utilizando quase sempre de palavrões, são corriqueiros em suas piadas.

## Alguns personagens e temas
- Aline - A mais famosa personagem. Trata das aventuras de uma adolescente ninfomaníaca, com os seus dois amantes, Otto e Pedro. Ganhou um especial de fim de ano exibido pela Rede Globo que deu origem a uma série de televisão de mesmo nome exibida às quintas-feiras depois de A Grande Família.  A série foi exibida até o quinto episódio da segunda temporada, que foi ao ar em 3 de março de 2011.
- Rocky & Hudson - as histórias de um casal de homossexuais, em pleno Velho Oeste, em meio a caras durões e bandidos. Os nomes Rocky e Hudson são uma referência ao ator americano homossexual Rock Hudson.[4] Em 1994 foi feito lançado o filme de animação Rocky & Hudson: Os Caubóis Gays, dirigido por Otto Guerra e roteiro de Iturrusgaray [5]
- La Vie en Rose - tiras que variam de tema. Ora lidam com pensamentos que tratam com deboche ideias, ora falam de situações do cotidiano.
- Família Bíceps - sobre uma família de musculosos, que se utilizam da força para tudo.
- Anos de Terapia - tiras nas quais certas situações de vida são relacionadas com tempo de psicanálise (experiências ruins somando anos, e experiências boas subtraindo-os). Uma variação são os Anos no Paraíso e os Anos no Inferno, cuja ideia é similar.
- Homem-Legenda - personagem que sempre aparece dizendo aquilo que as pessoas realmente querem dizer quando dizem algo totalmente diferente.